# Diskografie Versailles -Philharmonic Quintet-
Diskografie japonské hudební visual kei metalové skupiny Versailles -Philharmonic Quintet- (ヴェルサイユ・フィルハーモニック・クインテット), která vznikla v roce 2007 a je charakteristické především rokokovým stylem kostýmů a těžkou leč melodickou hudbou.

## Alba

### Studiová alba
| Rok  | Album | Pozice v žebříčku                | Pozice v žebříčku                |
| Rok  | Album | Oricon Style Albums Weekly Chart | Oricon Style Albums Weekly Chart |
| Rok  | Album | Indie                            | Normal                           |
| ---- | --- | -------------------------------- | -------------------------------- |
| 2008 | Noble -Vampire's Chronicles- - Vydáno: 16. červenec 2008 - Vydavatel: Sherow Artist Society Archivováno 13. 8. 2006 na Wayback Machine. - Formát: CD a Digital Download | 4                                | 42                               |
| 2010 | Jubilee -Method of Inheritance- - Vydáno: 20. leden 2010 - Vydavatel: Warner Music Japan - Formát: CD                                                                   | -                                | 16                               |
| 2011 | Holy Grail - Vydáno: 15. červen 2011 - Vydavatel: Warner Music Japan - Formát: CD                                                                                       | -                                | 12                               |

### Koncertní alba
| Rok  | Album                                                                                          | Pozice v žebříčku                | Pozice v žebříčku                |
| Rok  | Album                                                                                          | Oricon Style Albums Weekly Chart | Oricon Style Albums Weekly Chart |
| Rok  | Album                                                                                          | Indie                            | Normal                           |
| ---- | ---------------------------------------------------------------------------------------------- | -------------------------------- | -------------------------------- |
| 2010 | Lyrical Sympathy -Live- - Vydáno: 1. září 2010 - Vydavatel: Sherow Artist Society - Formát: CD | 14                               | 123                              |
| 2010 | Noble -Live- - Vydáno: 1. září 2010 - Vydavatel: Sherow Artist Society - Formát: CD            | 17                               | 130                              |

### Extended plays (EP)
| Rok  | EP                                                                                        | Pozice v žebříčku                | Pozice v žebříčku                |
| Rok  | EP                                                                                        | Oricon Style Albums Weekly Chart | Oricon Style Albums Weekly Chart |
| Rok  | EP                                                                                        | Indie                            | Normal                           |
| ---- | ----------------------------------------------------------------------------------------- | -------------------------------- | -------------------------------- |
| 2007 | Lyrical Sympathy - Vydáno: 31. října 2007 - Vydavatel: Sherow Artist Society - Formát: CD | 4                                | 76                               |

## Singly
| Rok         | Singl                     | Pozice v žebříčku                 | Pozice v žebříčku                 | Album                           |
| Rok         | Singl                     | Oricon Style Singles Weekly Chart | Oricon Style Singles Weekly Chart | Album                           |
| Rok         | Singl                     | Indie                             | Normal                            | Album                           |
| ----------- | ------------------------- | --------------------------------- | --------------------------------- | ------------------------------- |
| 2007        | The Revenant Choir        | —                                 | —                                 | Noble -Vampire's Chronicles-    |
| 2008        | A Noble Was Born In Chaos | —                                 | —                                 | Noble -Vampire's Chronicles-    |
| 2008        | Prince & Princess         | 1                                 | 16                                | Jubilee -Method of Inheritance- |
| 2009        | Ascendead Master          | -                                 | 8                                 | Jubilee -Method of Inheritance- |
| 2010        | Destiny -The Lovers-      | -                                 | 17                                | Holy Grail                      |
| 2011        | Philia                    | -                                 | 15                                | Holy Grail                      |
| Promo Sinly |                           |                                   |                                   |                                 |
| 2008        | Prince                    | —                                 | —                                 | Noble -Vampire's Chronicles-    |

## Videoklipy
| Rok  | Skladba               |
| ---- | --------------------- |
| 2007 | The Revenant Choir    |
| 2007 | Shout & Bites         |
| 2008 | Aristocrat's Symphony |
| 2009 | Ascendead Master      |
| 2010 | Serenade              |
| 2010 | Destiny -The Lovers-  |
| 2011 | Philia (2 verze)      |
| 2011 | Masquerade            |
| 2011 | Vampire (5 verzí)     |

## Spolupráce na albech (Kompilace více umělců)
| Rok  | Skladba                        | Album                            |
| ---- | ------------------------------ | -------------------------------- |
| 2007 | The Love From a Dead Orchestra | Tokyo Rock City                  |
| 2007 | The Red Carpet Day             | Cupia Vol.1                      |
| 2008 | Sforzando                      | Cross Gate 2008 -Chaotic Sorrow- |
| 2008 | Prince                         | The Art of Propaganda            |